# نواف الحميدان
نواف الحميدان، من مواليد 8 مارس 1981، لاعب كرة قدم كويتي سابق.
و هو يلعب مع نادي كاظمة.
و قد كان مع منتخب الكويت الأولمبي لكرة القدم في عام 2000، وقد شارك في الأولمبياد في عام 2000.

## روابط خارجية
- نواف الحميدان على موقع الاتحاد الدولي (مؤرشف)  (الإنجليزية)
- نواف الحميدان على موقع قاعدة بيانات كرة القدم.إي يو (الإنجليزية)
- نواف الحميدان على موقع قاعدة بيانات كرة القدم.إي يو (الإنجليزية)
- نواف الحميدان على موقع ناشيونال فوتبول تيمز (الإنجليزية)
- نواف الحميدان على موقع كووورة
- نواف الحميدان على موقع أوليمبيديا (الإنجليزية)